# 喜多壯一郎
喜多 壯一郎（きた そういちろう、1894年2月24日 - 1968年1月28日）は、日本の衆議院議員（立憲民政党→改進党→日本民主党）。法学者。専門は国際法。

## 経歴
石川県羽咋郡北大海村（現在の宝達志水町）出身。1917年（大正6年）、早稲田大学英語政治科を卒業した後、アメリカ合衆国のノースカロライナ州立大学大学院、プリンストン大学、ジョンズ・ホプキンス大学、スイスのチューリッヒ大学に留学した。1922年（大正11年）に帰国し、早稲田大学で講師として「新聞研究講座」を担当。また第一早稲田高等学院教授を務めた。1925年（大正14年）に再び留学し、アメリカ、イギリス、ドイツ、スイスの大学を視察した。1928年（昭和3年）に帰国後、早稲田大学新聞学会会長、同講演部長、教授に就任した。
1936年（昭和11年）、第19回衆議院議員総選挙に出馬し、当選。さらに第20回、第21回でも再選を果たし、米内内閣で商工参与官を務め、また国民精神総動員本部参与、大政翼賛会国民生活指導部長、商業報国会中央本部長に就任した。
戦後、公職追放となり、追放解除後の1953年（昭和28年）、第26回衆議院議員総選挙に当選して返り咲き、衆議院外務委員長に就任した。

## 著書

### 単著
- 『米国学生生活』アルス、1922年9月。
- 『カフエー・コーヒー・タバコ』春陽堂、1929年8月。
- 『新聞展望台』春陽堂、1929年8月。
- 『暗殺・革命・動乱』武侠社〈近代犯罪科学全集 第6篇〉、1930年7月。
  - 『暗殺・革命・動乱』クレス出版〈近代犯罪科学全集 第7巻〉、2008年10月。ISBN 978-4877334406。
- 『フランス革命前後のフランス新聞の動揺』新聞之新聞社〈新聞全集 第2巻〉、1931年7月。
- 『街頭政治学』木村書房、1931年12月。
- 『ジャーナリズムの理論と現象』千倉書房、1932年11月。
- 『政治の知識』非凡閣〈萬有知識文庫〉、1934年5月。
- 『英雄に何を学ぶか』今日の問題社、1936年。
- 『生活新体制の心構へ』大政翼賛会宣伝部〈大政翼賛叢書 第3輯〉、1940年12月。
- 『戯曲 北条時宗』欧文社、1943年10月。
- 『商報戦線に起ちて』翼賛図書刊行会、1943年。
- 『教科書はどうすればよくなるか 新しい教科書制度への一考察』教科書研究会、1956年1月。
- 『たばこ』知性社、1959年4月。
- 『母校早稲田 喜多壮一郎遺稿集』喜多壮一郎先生遺稿出版会、1970年3月。

### 翻訳
- エッチ・ティ・テリー 著、喜多壮一郎 訳『英法概論 第1分冊』稲門堂書店、1925年4月。

### 共著
- 中村万吉、喜多壮一郎『法学概論』稲門堂書店、1923年4月。
- 喜多壮一郎、尾佐竹猛『売淫、掏摸・賭博』武侠社〈近代犯罪科学全集 第9編〉、1929年11月。
  - 喜多壮一郎、尾佐竹猛『売淫、掏摸・賭博』クレス出版〈近代犯罪科学全集 第6巻〉、2008年10月。ISBN 978-4877334390。